# Герхард фон Нойенар
Герхард фон Нойенар (на немски: Gerhard von Neuenahr; † сл. 1265/1270) е граф на Графство Нойенар (1231 – 1266).

## Произход
Замъкът Нойенар в Нойенар в долината Артал, в Северен Рейнланд-Пфалц е построен ок. 1225 г. от графовете на Нойенар, клон на фамилията Аре-Хохщаден-Нюрбург.
Той е син на граф Ото фон Аре-Нойенар († сл. 1231/1240) и внук на граф Герхард фон Нюрбург-Аре († 1222/1225) и Антигона († сл. 21 януари 1213). Сестра му Беатрикс фон Нойенар († сл. 1252) се омъжва за Герхард II фон Зинциг, бургграф фон Ландскрон († сл. 1248/1273)
Линията Нойенар измира по мъжка линия със смъртта на Вилхелм III през 1358 г.

## Фамилия
Герхард фон Нойенар се жени за Елизабет фон Спонхайм († сл. 1265), дъщеря на граф Йохан I фон Спонхайм-Сайн-Щаркенбург († 1266) и съпругата му от род Алтена-Изенберг, дъщеря на граф Фридрих фон Изенберг и София фон Лимбург. Те имат децата:
- Леониус фон Нойенар (* пр. 1253; † 1299)
- Дитрих фон Нойенар (* пр. 1252; † 15 юни 1276), граф на Нойенар (1266 – 1276), женен за Хедвиг фон Кесел († сл. 1276)
- Неза фон Нойенар († сл. 1296)